# Alfredo Volpi

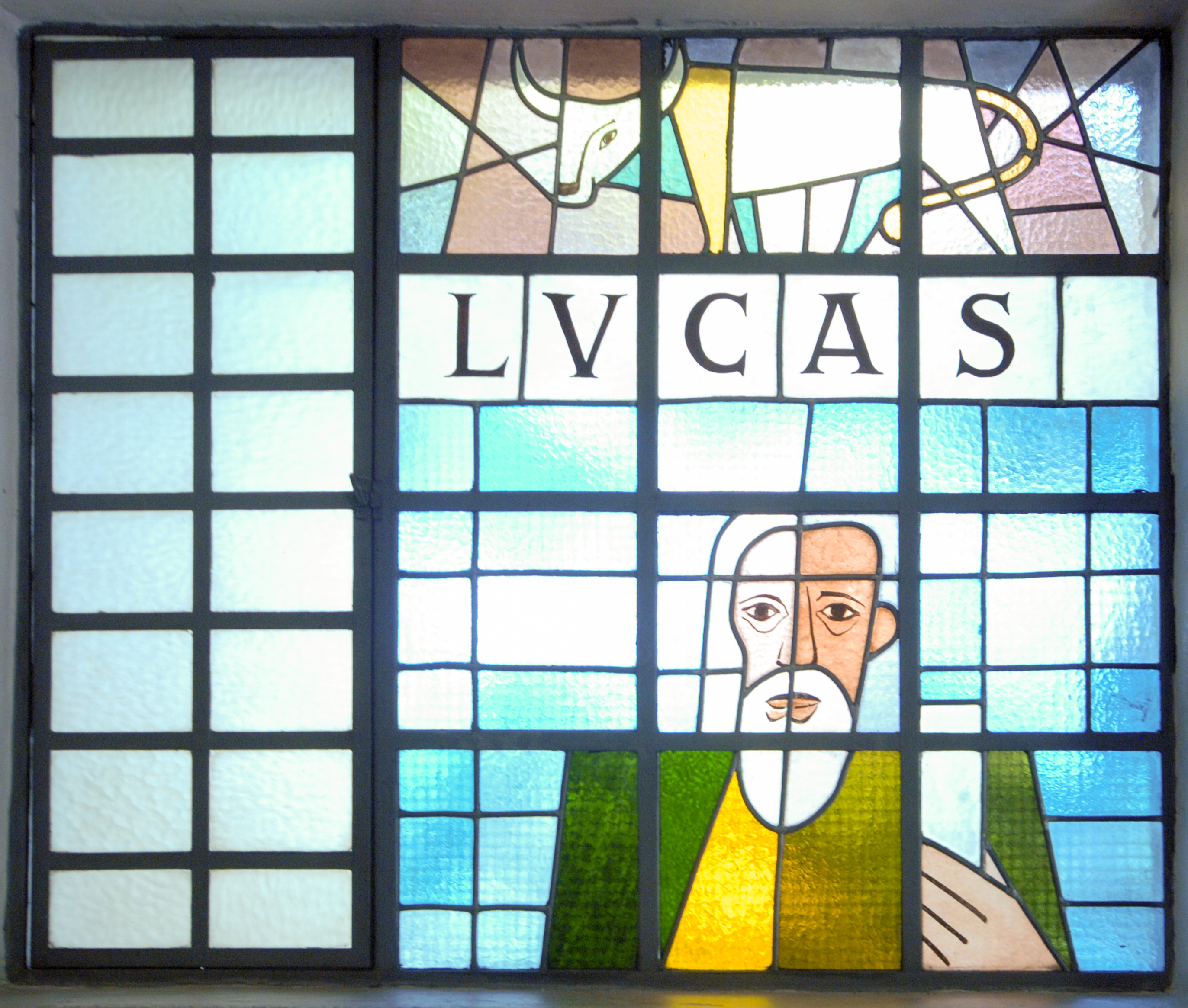
Vidriera creada por Alfredo Volpi, dedicada al evangelista Lucas, la cual adorna la Capilla de Cristo Obrero en São Paulo.

Alfredo Volpi (Lucca, 14 de abril de 1896-São Paulo, 28 de mayo de 1988) fue un pintor italo-brasileño considerado por la crítica como uno de los artistas más importantes de la segunda generación del Modernismo brasileño. Una de las características de sus obras son las banderitas y los caseríos.
Autodidacta, comenzó a pintar en 1911, ejecutando murales decorativos. Enseguida trabajó con óleo sobre madera, consagrándose como maestro utilizador de témpera sobre tela.
Gran colorista, exploró a través de las formas composiciones magníficas, de gran impacto visual. Junto con Arcangelo Ianelli y Aldir Mendes de Sousa formó un trío de exímios coloristas.
Trabajó también como pintor-decorador en residencias de la sociedad paulistana de la época, ejecutando trabajos de decoración artística en paredes y murales. Realizó su primera exposición individual a los 48 años de edad.
Perteneció al Grupo Santa Helena, así llamado porque todos los participantes de ese grupo tenían su local de trabajo en un palacete con el mismo nombre, situado en la Praça da Sé, en el centro de São Paulo. Formaban parte del Grupo Santa Helena los siguientes pintores: Aldo Bonadei, Mário Zanini, Clóvis Graciano, Fúlvio Penacchi, el arquitecto Vilanova Artigas y otros artistas. 
En la década de 1950 evolucionó hacia el abstraccionismo geométrico, del que son ejemplos las series de caseríos y fachadas coloridas, las series de banderas y mástiles de las fiestas juninas que evolucionaron hacia los años 70 a las banderitas en ojiva. En esta fase utilizaba generalmente la témpera, preparada por él mismo a fin de poder obtener la textura deseada sobre tela. Recibió el premio de mejor pintor nacional en la segunda Bienal de São Paulo, en 1953, y en 1961 mereció una Sala Especial en esta Bienal. Participó de la primera Exposición de Arte Concreto, en 1956.

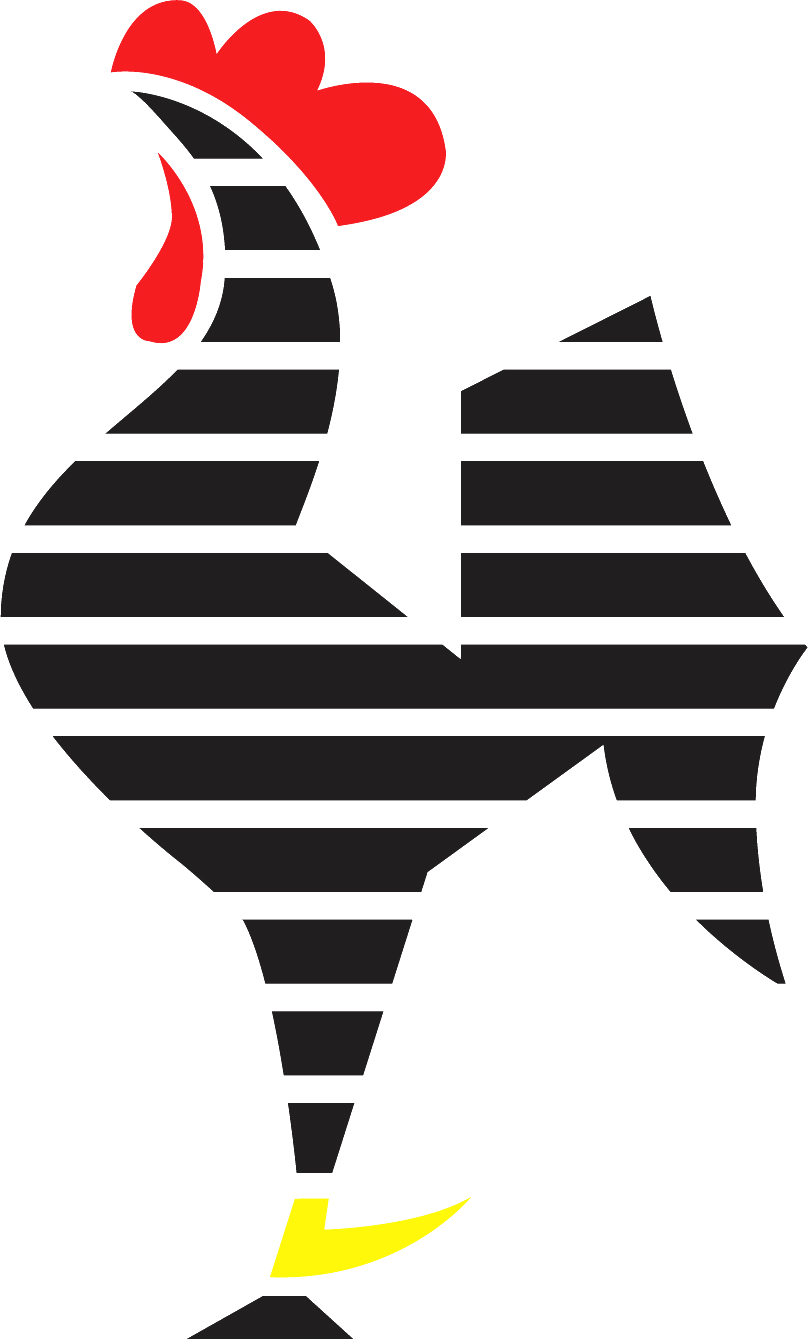
Gallo mascota del Club Atlético Mineiro. Autor: Alfredo Volpi

Representó a Brasil en la Bienal de Venecia, ediciones de 1950, 1954, 1962 y 1964.  Volpi nunca se naturalizó, pero su corazón era brasileño. Visitó su país de origen una única vez, en 1950.
En 1986 obtuvo el Premio Gabriela Mistral.